# Sorotan Bele
Sorotan Bele erano un gruppo folk rock basco formatosi a Hondarribia nel 1992. Le loro canzoni sono esclusivamente in lingua basca e di un genere misto fra il folk e il pop. Il loro primo album omonimo ha vinto il Concorso di gioventù basca vendendo più di 40 000 copie nel solo Euskal Herria.

## Storia
Si sciolsero il 30 novembre 1996 dopo il loro ultimo concerto a Irun in seguito alla morte del leader della band.
Il gruppo registrò il primo album lo stesso anno della loro formazione. Nel 1993 la band si impegnò in vari concerti nei Paesi Baschi ed ebbe molto successo specie con le canzoni Arratsalde honetan ("Questa sera"), Marinelaren zai ("Aspettando il marinaio") e Zortzi orduko ekaitza ("Otto ore di tempesta").

## Formazione
- Mikel Errazkin (flauto)
- Mikel Izulain (violino)
- Gorka Sarriegi (voce e chitarra)
- Urbil Artola (voce e chitarra)
- Ixiar Amiano (tastiere e piano)
- Rikardo Ritxi Salaberria (basso)
- Aitor Etxaniz (batteria)

## Discografia
- Sorotan Bele (Elkar, 1992)
- Mundu Hegian (Elkar, 1994)
- Jon-en Kezkak (Hirusta, 1996)